# Mateus de Moncada
Mateus de Moncada foi conde de Aderno e Agosta e o grão-senescal do Reino da Sicília sob Frederico, o Simples.

## Vida
Mateus foi filho de Guilherme Raimundo II de Moncada e sua esposa, Margarida Esclafani. Ele foi nomeado duas vezes como vigário-geral do Ducado de Atenas e Ducado de Neopatras, em 1359–61 e novamente em 1363–66. Sua última nomeação veio após o governante de facto dos ducados, o marechal Rogério de Lauria, admitir uma guarnição turca em Tebas para fortalecer sua própria nomeação. Os habitantes do ducado enviaram uma delegação ao rei, que em agosto de 1363 nomeou Mateus ao posto — relatadamente vitaliciamente — com a missão de restaurar a ordem. Ele não foi pessoalmente para a Grécia e suas tropas enviadas foram pesadamente derrotadas por Rogério e seus homens.
Como Rogério de Láuria também estava envolvido num conflito com a colônia veneziana de Negroponte, e devido ao perigo oriundo das tropas turcas a todos os Estados cristãos da Grécia, uma coalização compreendendo Veneza, os Cavaleiros Hospitalários, o Principado da Acaia e a província bizantina de Mistras foi formada, derrotando os turcos de Rogério numa batalha natal fora de Mégara e forçando-o a acordar termos em 1365. Apesar do fato de que os senhores catalães de Atenas estavam agora dispostos a afirmar sua submissão ao rei, Moncada estava relutante para ir a Grécia, onde a situação estava instável e perigosa; como resultado, rei Frederico foi forçado a legitimar o poder de Rogério de Lúria e reconhecê-lo como vigário-geral no final de 1366.